# Montanoa quadrangularis
Montanoa quadrangularis là một loài thực vật có hoa trong họ Cúc. Loài này được Carl Heinrich 'Bipontinus' Schultz mô tả khoa học đầu tiên năm 1864.

## Phân bố
Loài bản địa Colombia, tây bắc và bắc Venezuela.